# Médaille J. B. Tyrrell
La médaille J. B. Tyrrell est une distinction remise par la Société royale du Canada pour des travaux éminents en histoire du Canada. La médaille est nommée à l’honneur de Joseph Burr Tyrrell, géologue, explorateur et historien. 

## Lauréats
- 1928 - Thomas Chapais
- 1929 - George MacKinnon Wrong
- 1930 - Adam Shortt
- 1931 - Lawrence J. Burpee
- 1932 - Pierre-Georges Roy
- 1933 - Frederick W. Howay
- 1934 - John Clarence Webster
- 1935 - Ernest Alexander Cruikshank
- 1936 - W. Stewart Wallace
- 1937 - M. Aegidius Fauteux
- 1938 - William Wood
- 1939 - Édouard-Zotique Massicotte
- 1940 - Chester Martin
- 1941 - Arthur S. Morton
- 1942 - D. C. Harvey
- 1943 - Gustave Lanctot
- 1944 - Harold Adams Innis
- 1945 - Fred Landon, FRSC
- 1946 - A. LeRoy Burt
- 1947 - Arthur R.M. Lower
- 1948 - Lionel Groulx
- 1949 - Reginald G. Trotter
- 1950 - John Bartlet Brebner
- 1951 - Donald Grant Creighton
- 1951 - Jean Bruchési
- 1952 - Charles Bruce Sissons
- 1953 - Séraphin Marion
- 1954 - G.P. de T. Glazebrook
- 1955 - Charles Perry Stacey
- 1956 - Olivier Maurault
- 1957 - George F.G. Stanley
- 1958 - William Lewis Morton
- 1959 - Arthur Maheux
- 1960 - Samuel Delbert Clark
- 1961 - Guy Frégault
- 1962 - James Maurice S. Careless
- 1963 - Frank H. Underhill
- 1964 - Marcel Trudel
- 1965 - W. Kaye Lamb
- 1966 - Edgar McInnis
- 1968 - Gerald William L. Nicholson
- 1970 - Fernand Ouellet
- 1972 - Jean Hamelin
- 1975 - George Ramsay Cook
- 1979 - W.J. Eccles
- 1982 - Jean-Pierre Wallot
- 1984 - Carl Berger
- 1986 - John W. Holmes
- 1988 - Michael Bliss
- 1990 - Hubert Charbonneau et Jacques Légaré
- 1992 - J.L. Granatstein
- 1994 - Cornelius J. Jaenen
- 1996 - Yves Roby
- 1998 - Jean-Claude Robert
- 2000 - Joy Parr
- 2002 - David Jay Bercuson
- 2004 - Chad Gaffield
- 2006 - Henry Vivian Nelles
- 2010 - Robert Bothwell
- 2012 - Veronica Strong-Boag
- 2014 - Gerald Friesen
- 2016 - Michael Behiels[2]